# Guerres índies de Texas
Les guerres índies de Texas van ser un seguit de conflictes, en el transcurs del segle xix, que van enfrontar als colons de Texas i els amerindis de les grans planúries meridionals. Aquests conflictes van començar quan la primera onada de colons euroamericans va desplaçar-se a la Texas espanyola. Els conflictes es van allargar durant el període en què Texas fou part de Mèxic, quan hi van arribar més europeus i angloamericans, fins a la subseqüent declaració d'independència de la República de Texas. Aquests conflictes no van acabar fins trenta anys després que Texas s'unís als Estats Units.
Tot i que aquell espai estava ocupat per diverses tribus ameríndies, la nació principal eren els comanxes, coneguts com els "Senyors de les Planúries." El seu territori, la Comancheria, era l'entitat més poderosa i persistentment hostil contra els espanyols, els mexicans i, finalment, els texans. Aquest article cobreix els conflictes entre el 1820, just quan els mexicans van aconseguir la independència d'Espanya, fins al 1875, quan la darrera banda lliure de les Planúries Índies, els comanxes liderats pel guerrer kwahadi Quanah Parker, es va rendir i va traslladar-se a la reserva de Fort Sill, a Oklahoma.
El conflicte, que va durar mig segle, entre les tribus de les planúries i els texans es va intensificar particularment després que els espanyols, primer, i els mexicans, després, abandonessin el poder a Texas. La República de Texas, que s'havia anat repoblant d'americans d'origen europeu, i els Estats Units, s'oposaven a les tribus. La seva manera de combatre els índis de les planúries es caracteritzava per una profunda animositat, les matances per part de tots dos bàndols i, al final, per una conquesta gairebé total dels amerindis.
Tot i que el resultat va ser desequilibrat, la violència de les guerres no ho va ser. Els comanxes eren coneguts per ser uns guerrers ferotges, amb una reputació de saquejar, cremar, matar i segrestar gent tant al sud com a Ciutat de Mèxic. Van capturar i matar tants texans que el terme "comanxe" va convertir-se en un sinònim de terrorisme, a la regió. Quan Sul Ross va alliberar Cynthia Ann Parker al riu Pease, va exposar que aquest esdeveniment seria celebrat per cada família de Texas, ja que tothom havia perdut algú durant les guerres índies. Durant la Guerra Civil dels Estats Units, quan l'exèrcit nord-americà es trobava incapacitat per protegir la frontera, els comanxes i els kiowa van empènyer els assentaments dels blancs fins a més de 100 milles de la frontera texana.

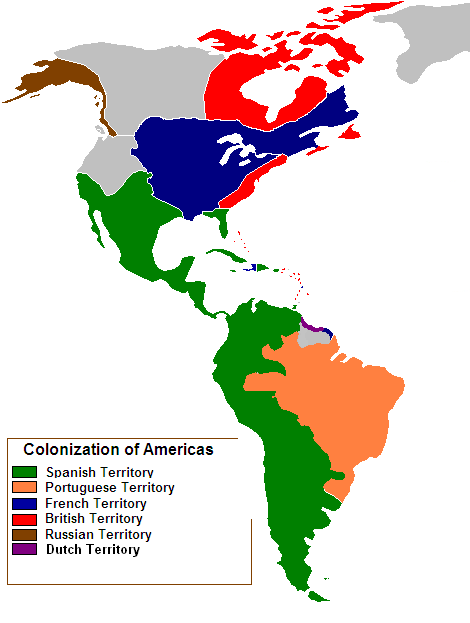
Mapa que mostra Texas i les àrees ocupades o reclamades per població d'origen europeu, a mitjans del.

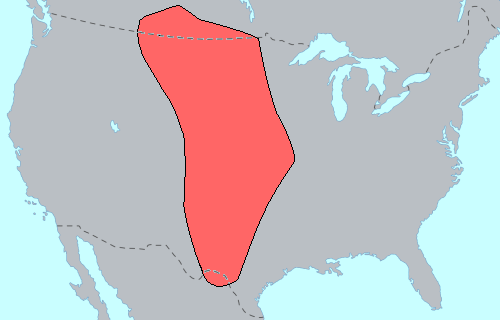
Mapa que mostra on arribaven les poblacions ameríndies de les planúries quan van tenir el primer contacte amb els europeus

## Antecedents
Texas es va desenvolupar en una regió situada entre dos centres culturals d'importància a l'Amèrica precolombina. Les tribus del sud-oest ocupaven les àrees de l'oest, mentre que les tribus de les planúries estaven situades a l'est. Els arqueòlegs han descobert que en aquesta regió hi convivien tres cultures indígenes principals, arribant al punt més alt de desenvolupament cultural just abans del primer contacte amb els europeus. Els anasazi (o antics Pueblo), situats a la regió superior de Río Grande es trobaven a l'oest de Texas. La Cultura del Mississipi o Cultura dels Monticles s'estenia al llarg de la vall del riu Mississipi, a l'est de Texas. Finalment, la civilització de Mesoamèrica es trobava al sud. La influència de Teotihuacan al nord de Mèxic va ser important al voltant del 500 dC, tot i que va declinar entre els segles VIII i X.
En el transcurs del període colonial, membres de noves cultures van entrar i es van establir a l'àrea; a través de la competició dels recursos i el poder, es van convertir en adversaris. Tots aquests eren nouvinguts relativament recents, a Texas; els europeus van començar a establir-se permanentment a la zona al voltant de Rio Grande y cap amunt, en direcció a San Antonio i El Paso, a partir de finals del segle XVI; van arribar a Nacogdoches al voltant del 1721. Els comanxes no havien arribat a la regió nord de l'estat fins a principis del segle xvii, probablement; a més, no es convertirien en la nació dominant de la zona fins a finals d'aquell segle, després de l'adopció amb èxit del cavall. La majoria dels altres amerindis de les praderies ha hi havien arribat cap a mitjans del segle xvii.

### Amerindis a Texas
Tot i que els comanxes eren, de llarg, els amerindis de les grans planúries més coneguts, entre els que vivien al territori de l'actual Texas, van ser els darrers en assentar-se a la regió. Els seus aliats, els kiowes i els kiowa apatxes, que provenien de l'oest, van emigrar també a l'actual Texas. A més, a la part oriental hi havia altres tribus com els caddos (que incloïen els adais, els eyeish, els hainai, els kadohadacho i els nacono), els kitsais, els tonkawes, els tawakoni i els wichita. Els akokisa, els alibamus, els atakapes, els karankawes i els tamiques vivien al llarg de la costa del golf.
Fins al voltant del 1650, els comanxes eren part del poble dels xoixons, que vivien al voltant de la part superior del riu Platte, a l'actual estat Wyoming. A partir d'aquella data, els comanxes van emergir com un grup diferenciat, alhora que introduïen el cavall a la seva cultura, fet que els permetia disposar d'una mobilitat molt superior i l'expansió dels seus terrenys de caça. La seva migració original els va portar cap a la part inferior de les Grans Planes, en un territori que oscil·lava entre el riu Arkansas i la zona central de l'actual Texas. Durant aquest període, la seva població es va incrementar dramàticament a conseqüència de l'abundància de bisons, l'ús de cavalls mustang per caçar i combatre, l'adopció d'altres membres xoixons migrants, així com el segrest de dones i nens en el marc de ràtzies i guerres. Finalment, els seus guerrers van aconseguir dominar l'art de muntar cavalls fins al punt que els comanxes es van convertir en la nació ameríndia més poderosa de les planúries nord-americanes.
Primer com a membres dels xoixons, les seves conquestes els van portar cap a les planúries meridionals; en aquella regió, es van separar dels xoixons i van constituir-se com una nació diferenciada. Aleshores van adoptar costums imperialistes, convertint-se en la nació ameríndia més poderosa de la zona. La seva metodologia militar la van centrar en la rapidesa i en una violència calculada, desenvolupant unes habilitats molt destacades en l'àmbit de la cavalleria lleugera. En ràtzies, capturaven tant nens com dones provinents de les tribus ameríndies enemigues, segrestant-los i adoptant-los, augmentant dramàticament la seva població. Les tribus que es sotmetien als comanxes mantenien el seu estatus independent, però havien de proveir-los de menjar, allotjament i dones com a entitats tributàries.
Quan els comanxes van topar-se i van entrar en conflicte amb els colons espanyols, van provocar l'aturada de l'expansió espanyola cap a l'est des de Nou Mèxic, a més de prevenir les comunicacions directes entre els nous assentaments espanyols situats al nord de Río Grande. En canvi, els comanxes i, de tant en tant, els seus aliats apatxe van llançar profundes incursions, enviant milers i, a vegades, desdenes de milers de guerrers al cor de Mèxic; en aquestes operacions van aconseguir capturar i esclavitzar milers de mexicans. Al final aquests nombres eren tant elevats que els hispànics suposaven gairebé el 30% de la nació comanxe. Els comanxes estaven descentralitzats; mai van formar una unitat tribal centralitzada, sinó que estaven dividits en gairebé una dotzena de grups autònoms. Aquestes 12 unitats, al seu torn, tenien unes 45 subdivisions diferenciades. Aquests grups compartien la mateixa llengua i cultura, però a vegades lluitaven entre ells en combats rituals, tot i que també cooperaven en d'altres ocasions.
Durant la dècada de 1740, els tonkawa, els yojuane i d'altres tribus es van assentar al voltant del riu San Gabriel. Els tonkawa es van aliar amb els bidais, els caddos, els wichita, els comanxes i els yojuanes el 1758 i van atacar i expulsar els lipans apatxes i la Missió de Santa Cruz de San Sabá.

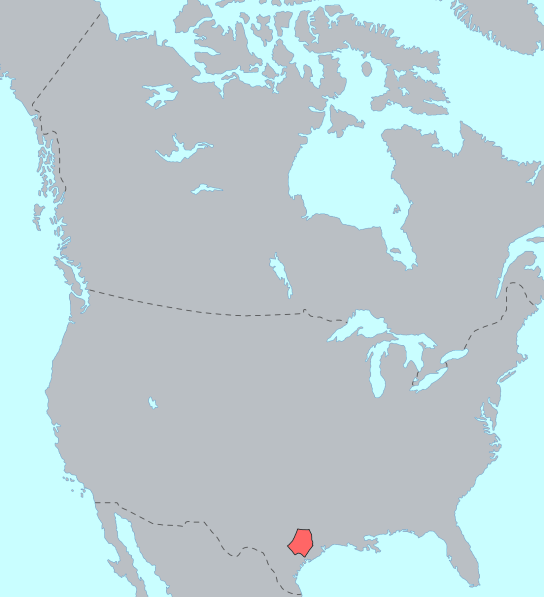
Territori dels tonkawa

Els tonkawa van continuar la seva migració cap al sud per Texas i fins al nord de Mèxic, on es van aliar amb els lipans apatxes.
També durant la dècada de 1740, al sud-oest, els colons espanyols capturaven, en certs ocasions, nens petits amerindis. Una costum habitual durant aquella època era segrestar un nen, batejar-lo i, posteriorment, adoptar-lo a les seves llars, on eren criats com servents. En un primer moment, aquests colons segrestaven infants apatxe, però posteriorment també van capturar nens comanxes.
Abans del 1750, la tribu predominant a Texas eren els apatxe. No obstant, aquest fet va canviar després de la conquesta comanxe. A principia de la dècada de 1740, els comanxes van començar a travessar el riu Arkansas, establint-se als marges de Llano Estacado. Aquesta àrea s'estenia des del sud-oest d'Oklahoma, creuant l'actual Texas i fins a arribar a Nou Mèxic. Els apatxes van ser apartats en un seguit de guerres, deixant els comanxes controlant tot aquest espai, que va passar a ser conegut com la Comanchería. Aquest domini s'estenia, començant pel sud, des del riu Arkansas, creuant tot el centre de Texas i fins a les proximitats de San Antonio, inclosa la totalitat de la regió d'Edwards Plateau, a l'oest fins al riu Pecos, i al nord resseguint els turons de les muntanyes Rocoses fins a arribar, de nou, al riu Arkansas.

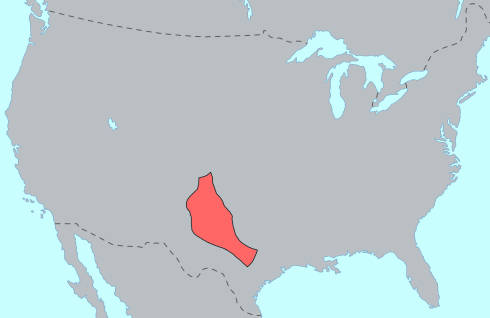
Territori comanxe cap al 1850

En aquest punt, el poder i la força dels comanxes era tant important que amenaçava amb prendre el control de tot el nord de Mèxic. No obstant, després de desfer-se dels apatxes, els comanxes van patir una epidèmia de grip, entre el 1780 i el 1781. Com que aquesta epidèmia va ser molt dura, els comanxes van haver de suspendre temporalment les ràtzies, i algunes de les subdivisions es van dissoldre. Durant el període entre 1816 i 1817 va aparèixer una segona epidèmia de grip. Les estimacions més realistes situen que els comanxes van perdre més de la meitat de la seva població per culpa d'aquestes dues epidèmies.
Com a conseqüència de la pèrdua devastadora de tantes persones, els comanxes es van unir efectivament amb els kiowa i els kiowa apatxe, després que un guerrer kiowa passés tota una temporada amb els comanxes, el 1790. Així, després d'aquest únic esdeveniment, les tres tribus es van unir. Fehrenbach creia que la unió va sorgir davant la necessitat de protegir els seus terrenys de caça de les incursions dels colons. Primer, els kiowa i els comanxes van acordar compartir els terrenys de cacera i unir-se en cas de guerra. Els kiowa apatxe, en tant que aliats dels kiowa, finalment també es van unir a l'aliança. Eventualment, les tres tribus van acordar compartir els terrenys de cacera, a més de mantenir un pacte de defensa i guerra mútua.

### Europeus a Texas

Amèrica del Nord el 1819

#### Colons texans
Els europeus i, especialment, els colons barrejats que eren els mexicans del Virregnat de Nova Espanya, van arribar a Texas abans de la caiguda del domini espanyol. Les autoritats colonials no van encoratjar la colonització d'aquesta zona, ja que es trobava molt lluny dels seus centres administratius. El nombre total de colons no era gaire elevat, i sempre es trobaven sota el perill de les ràtzies dels comanxes. A principis de la dècada de 1800, a conseqüència de les guerres amb els comanxes, la guerra d'independència mexicana, i el col·lapse del poder colonial, la resistència dels colons contra els atacs dels comanxes gairebé havia desaparegut.
A diferència de la mal organitzada capacitat militar mexicana, les autoritats consideraven que els nord-americans eren extremadament agressius en combat, motiu pel qual se'ls va encoratjar perquè establissin colònies a la frontera de l'actual Texas, com una espècie de mur de contenció davant dels atacs dels comanxes, evitant que anessin més al sud. Tot i que la majoria d'aquests primers nord-americans van acabar morint, executats o desplaçats de Texas per part de les autoritats espanyoles en el marc de l'Expedició Gutiérrez–Magee, les ràtzies comanxes que van seguir i que es van endinsar per Mèxic, van mostrar com de pràctic era tenir nord-americans defensant la frontera. Així, el nou règim va reclutar estatunidencs, el primer dels quals va ser Stephen F. Austin, el qual rebé terres per part dels espanyols a Texas. Quan Mèxic va aconseguir la seva independència d'Espanya, el 1821, el seu govern va seguir reclutant americans, ja que volia desenvolupar les seves províncies septentrionals, aleshores amb molt poca població.

## Primera colonització de Texas: El Texas mexicà (1821–1836)

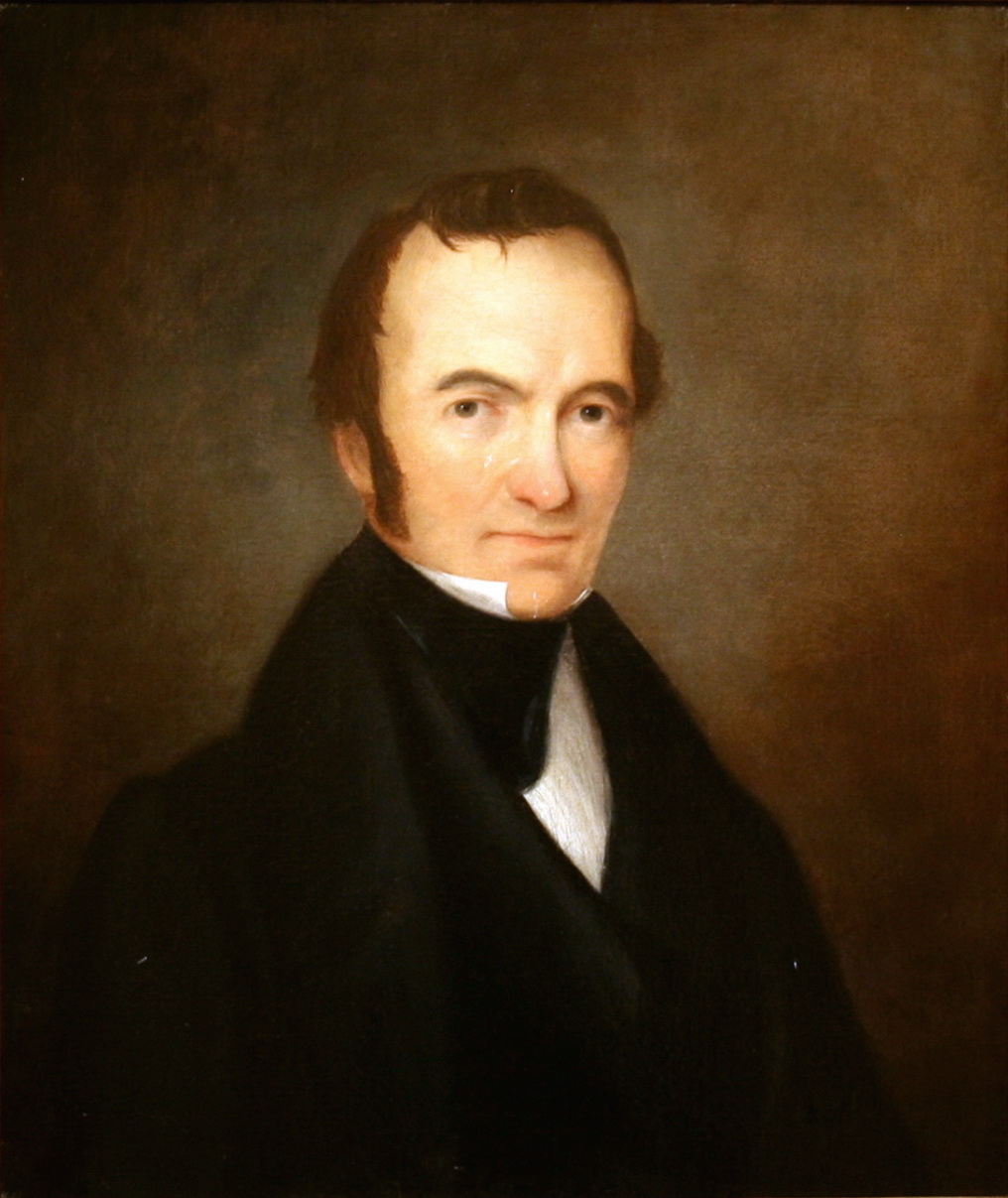
Stephen F. Austin, conegut com el "pare de Texas"

Durant la dècada de 1820, amb l'objectiu de trobar més colons com a mitjà de conuqerir la zona, Mèxic va arribar a un acord amb Stephen F. Austin segons el qual es tornava a autoritzar les concessions en terres que li havien concedit les autoritats espanyoles. Això va permetre a diversos centenars de famílies americanes es desplacessin a la regió. Mentre Austin utilitzava la seva xarxa i financers del govern per publicitar l'existència de terres riques a Texas, milers de colons van arribar-hi provinents dels Estats Units, molts dels quals de manera il·legal. Molts d'aquests, a més, no tenien cap intenció de ser governats pel govern mexicà. El 1829, quan Mèxic va abolir l'esclavitud a tot el país, els immigrants nord-americans van aconseguir exempcions en algunes colònies, o directament van evadir els esforços governamentals per implantar l'abolició a tot el país. Amb aquest canvi, molts esclaus mexicans van ser reclassificats com serfs, amb l'objectiu a llarg termini de la llibertat. Als estatunidencs no els va agradar aquesta política, motiu pel qual van objectar contra les accions del govern central, assegurant que volien enfortir el control polític i econòmic sobre el territori. Finalment, aquestes tensions van acabar desembocant en la revolució texana.
El 1821, quan els colons encara eren benvinguts, José Francisco Ruiz va negociar una treva amb els comanxes Penatucka, la banda més propera als assentaments de la zona oriental i central de Texas. Després d'aquest acord, va ser capaç d'establir un tractat de pau i amistat, el qual va ser signat a Ciutat de Mèxic el desembre de 1821. No obstant, dotze mesos més tard el govern mexicà va ser incapaç de fer entrega dels regals que havia promès als Pentucka, els quals van decidir tornar a realitzar ràtzies. Per aquest mateix motiu, la incapacitat de fer front als tributs que s'havien promès, els tractats de pau signats per Nou Mèxic van quedar en paper mullat. Cap al 1823, la guerra es va estendre per tot el curs del Río Grande. La majoria dels assentaments mexicans que quedaven van ser destruïts; només aquells que es trobaven a la part superior del río Grande van salvar-se. Milers de refugiats mexicans supervivents van abandonar la zona. Els comanxe van foragitar o assassinar la majoria d'europeus i mexicans de la regió, amb l'excepció dels americans europeus de Texas. El 1824, els tonkawa van signar un tractat amb Stephen F. Austin (el pare de la República de Texas), assegurant el seu suport contra la tribu dels comanxes.
El govern mexicà va negociar tractats addicionals, firmats el 1826 i el 1834, però en tots dos casos va ser incapaç d'assolir les condicions d'aquests acords. Tot i que aquests fets haurien pogut tenir conseqüències catastròfiques en èpoques pretèrites, ja que els comanxes haurien pogut arribar a atacar Ciutat de Mèxic, la presència de milícies americanes va obstruir aquest tipus de ràtzies, provocant no obstant que els mexicans comencessin a retrassar els pagaments. Com que els atacs dels comanxes buscaven fer-se amb un botí i capturar persones, la proximitat de les comunitats nord-americanes es va convertir en una presa més profitosa pels assalts dels comanxes. Encara que l'exèrcit de Texas era molt més poderés que el de les colònies mexicanes anteriors, el ràpid avenç i la superioritat numèrica dels comanxes va sobrepassar les primeres colònies texanes. Cap al 1826, els comanxes havien assaltat i cremat completament la nova ciutat de Gonzales, fundada per Green DeWitt.
Acostumats a les tribus més subjugades de l'est dels Estats Units, els colons texans no estaven preparats per la força militar dels comanxes i els kiowa. Les ràtzies que patien els colons eren tant exitoses que aquests van haver de demanar ajuda al govern dels Estats Units. El govern va intentar ajudar els colons americans de Texas, veient una oportunitat en l'aïllament relatiu que aquesta regió tenia en relació amb Mèxic, i va iniciar una campanya diplomàtica pròpia enviant un combatent reconegut per parlar amb els comanxes en nom dels texans. Així, els EUA van enviar a Sam Houston a Texas el 1833 en qualitat de representant diplomàtic dels Estats Units, amb la missió d'aconseguir un tractat amb els comanxes Pentucka. Veient aquesta acció com un intent dels EUA per expandir el seu poder en detriment de Mèxic, els funcionaris mexicans van objectar que un diplomàtic estatunidenc no podia parlar amb els seus subjectes amerindis sobre cap tractat. Van declarar a Houston persona non grata i el van convidar a abandonar el país.
Durant tot el període comprès entre 1821 i 1835, els colons tenien moltes dificultats a causa de les ràtzies dels comanxes, tot i la formació de companyies de milicians a temps complet, el 1823. Els tonkawa i els amerindis de Delaware, que eren enemics dels comanxes, es van aliar amb els nous immigrants, en un intent d'aconseguir aliats per combatre els seus enemics tradicionals. Els comanxes detestaven als tonkawa, particularment, a qui acusaven de practicar el canibalisme. Ja el 1823, Austin reconeixia la necessitat de crear forces específiques destinades a combatre les tribus de les planúries, i especialment als comanxes. Aquests no distingien entre mexicans i estatunidencs en les seves ràtzies. Així, Austin va crear la primera milícia de ràngers contractant 10 homes; aquests rebien un sou per combatre els amerindis i per protegir els assentaments colonials. Molt aviat els propis colons van crear més companyies de ràngers addicionals. Després de la creació de la República, aquesta tendència va continuar. Sense recursos per crear un exèrcit propi permanent, Texas va crear petites companyies de ràngers muntades en cavalls ràpids, amb l'objectiu de perseguir i combatre els comanxes en les seves mateixes condicions.

### Massacre de Fort Parker

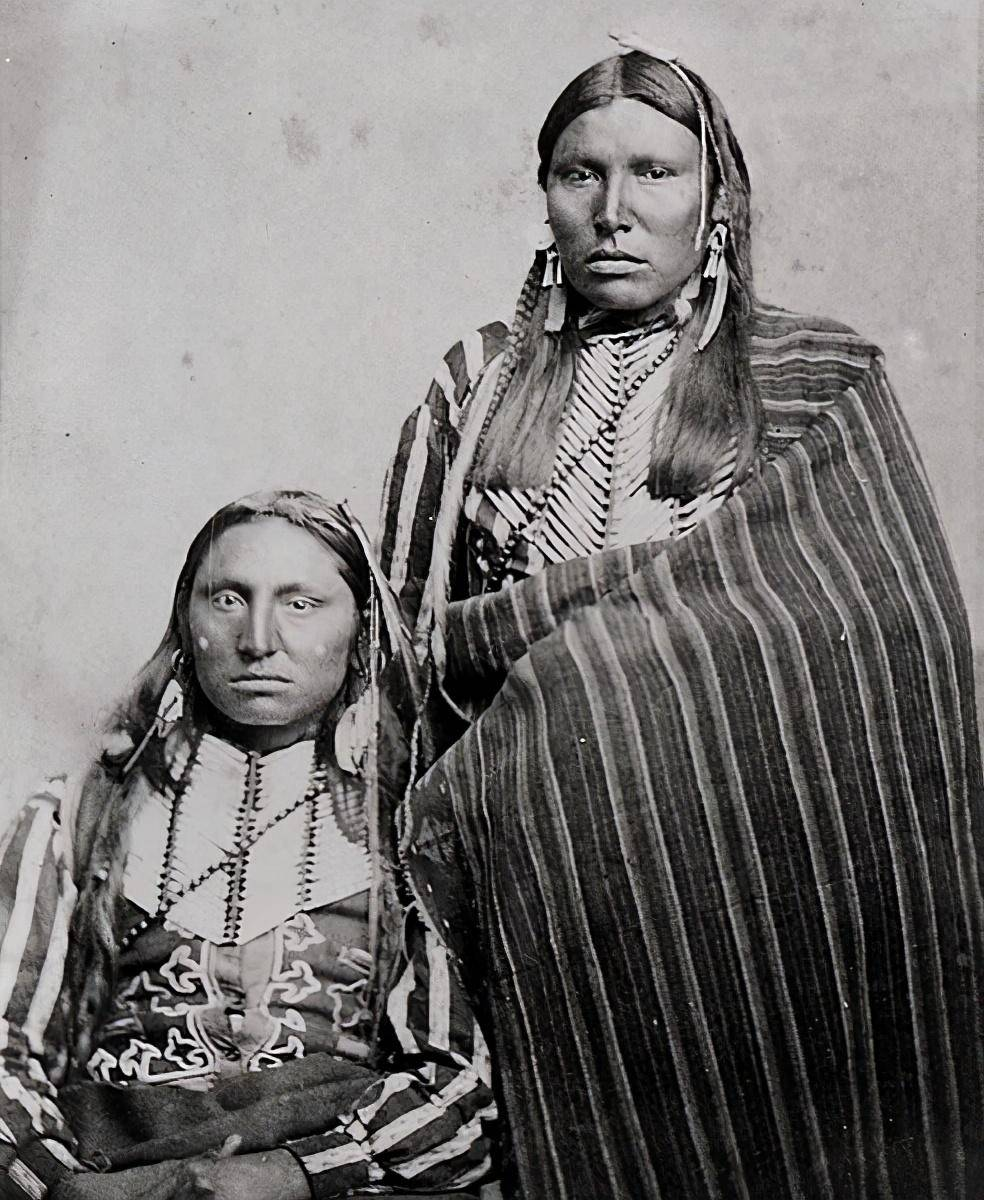
Guerrers comanxe, c. 1867–1874.

El 19 de maig de 1836, una partida de guerra molt gran, formada per comanxes, kiowa, wichita i delaware va atacar el punt avançat colonial de Fort Parker. Acabat el març de 1834, estava considerat pels colons com un important punt fort, suficient per protegir-los dels amerindis americans nadius que no observaven els tractats de pau. John Parker pare havia negociat amb els amerindis locals. Desafortunadament pels immigrants, com que aquests amerindis eren nacions vassalles dels comanxes, la tribu no es veia lligada a complir amb aquesta pau. L'assassinat de la milícia colonial a Fort Parker també va provocar que els comanxes s'emportessin dues dones i tres nens com a captius. La família Parker era molt coneguda, i la destrucció de la major part del clan familiar va produir un estat de xoc a tot Texas.
Els supervivents, i en especial James W. Parker, van fer proclames a favor d'una revenja, a més de demanar auxili per recuperar als captius. Aquest esdeveniment va tenir lloc cap al final de la revolució texana i de la victòria texana a la batalla de San Jacinto, el 21 d'abril de 1836. La majoria dels texans estaven ocupats intentant tornar al què quedava de les seves antigues llars, i patint de les seves pròpies pèrdues patrimonials, a més de combatent contra l'exèrcit mexicà en retirada.

## La República de Texas (1836–1845)
La relació entre la República de Texas i els amerindis es pot dividir en tres fases diferenciades: la diplomàcia de Houston durant el seu primer mandat; la hostilitat de Lamar; i el retorn als esforços diplomàtics durant el segon mandat de Houston. Sam Houston va liderar la República en les negociacions amb els comanxes. Aquests asseguraven que cessarien els seus atacs si rebien suficients quantitats del què ells consideraven prerequisits per unes relacions pacífiques: regals, comerç i diplomàcia cara a cara regular. Houston, que tenia una bona reputació entre els amerindis, s'havia casat amb una dona mestissa d'ascendència cherokee. Havia viscut al territori indi durant anys, a més d'aprendre de les seves cultures. Houston desitjava trobar-se amb els comanxes en les seves condicions i creia, com a política, que valia la pena compraruns quants regals per uns milers de dòlars. La República no es podia permetre el cost de mantenir un exèrcit complert per defensar-se, i podia no ser capaç de derrotar el poder conjunt de l'aliança entre els comanxes i els kiowa, especialment si rebien ajuda per part dels mexicans.
Els texans, no obstant, estaven preocupats pels relats de la captivitat continuada de milers de nens i dones, especialment per les històries d'aquells que havien estat rescatats o alliberats. Així, cada vegada eren més les veus que demanaven que la República fos més hostil contra els comanxes. Amb el govern de Mirabeau Lamar, la República de Texas va declarar la guerra als comanxes, va envair la Comanchería, va cremar pobles, va atacar i destruir nombroses partides de guerra, però aquest esgforç va provocar la bancarrota de l'incipient estat. Encara més destacable, tot i que les forces texanes van aconseguir rescatar grans nombres d'ostatges, milers encara es van mantenir en captiveri. Houston va tornar a ser elegit per iniciar un segon mandat, principalment a conseqüència del fracàs de les polítiques índies de Lamar.

### Primera administració de Houston (1836–1838)
La primera presidència de Houston es va centrar en mantenir la República de Texas com un estat independent. No tenia recursos suficients per mantenir una guerra oberta contra els amerindis de les planúries.
Sam Houston havia passat bona part de la seva joventut entre els cherokees a Tennessee, entre els que es trobava el cap Bowles, un mestís amb ascendència escocesa, irlandesa i cherokee. El cap Bowles també era conegut com a Diwal'li o Di'wali, que vol dir "caçador atrevit"."Chief Bowles (1756-1839)" Arxivat 2009-08-21 a Wayback Machine., Legends of America. Bowles, posteriorment, lideraria un grup de cherokees que emigraria cap a Texas, intentant fugir de la recol·locació dels amerindis que tenia lloc al sud-est dels Estats Units.
Houston va donar suport a la "Declaració solemne" ("Solemn Declaration"), que donava drets als cherokees sobre les terres de Texas on vivien. Va negociar un tractat amb els cherokees i d'altres tribus ameríndies el 23 de febrer de 1836, al poble del Cap "General" Bowles. Aquest va ser el primer tractat establert per la República de Texas. Sam Houston i John Forbes el van signar en nom del govern texà, i el cap Bowles, Big Mush, Samuel Benge, Osoota, Corn Tassel, The Egg, John Bowles (el fill del cap) i Tenuta ho van fer en nom dels cherokees i de les tribus aliades, inclosos Shawnee, Delaware, Kickapoo, Quapaw, Biloxi, Ioni, Alabama, Coushatta, Caddo de Neches, Tahocullake i Mataquo. Els espais garantits al tractat incloïen els comtats actuals de Smith i Cherokee, així com part dels comtats de Van Zandt, Rusk i Gregg. El tractat especificava que aquestes terres no podien ser venudes ni cedides a ningú que no fos membre de la tribu, inclosos els ciutadans texans. Després de la firma del tractat, Sam Houston va regalar al cap Bowles una espasa, una armilla de seda vermella i una banda.
Una de les primeres accions que va prendre Houston com a president de la República va ser remetre el tractat perquè fos ratificat pel Senat de Texas. Després que aquest quedés estancat al Senat durant un any, els senadors van decidir que el tractat seria perjudicial pels ciutadans de Texas, d'entrada perquè David G. Burnet ja havia aconseguit la promesa de terres dins del territori definit pel tractat com zona cherokee. Així, el tractat va ser declarat "nul i buit" ("null and void") el 26 de desembre de 1837. Al llarg de la seva presidència, Houston va intentar restaurar les provisions del tractat, demanant al genera Thomas J. Rusk, comandant de la milícia de Texas, que delimités una frontera. No obstant, no va tenir èxit en els seus esforços, i Houston no va poder prendre cap més acció en aquest camp abans que la seva presidència arribés a la fi.
En el transcurs de la presidència de Houston, els Ràngers de Texas van participar en la batalla de Stone Houses contra els kitsais, el 10 de novembre de 1837. Els texans van ser rodejats i derrotats.

Comanxes de la part occidental de Texas amb el seu armament, c. 1830.

Els problemes amb els amerindis durant el primer mandat de Houston van quedar simbolitzats en la revolta de Córdova. Hi ha evidències que demostrarien una conspiració entre els indis cherokee i els mexicans per unir-se i rebel·lar-se contra la nova República de Texas i, posteriorment, tornar a formar part de Mèxic. Houston es va negar a creure que els seus amics entre els cherokee estaven implicats en aquesta conspiració, motiu pel qual es va negar al seu arrest. En canvi, els va utilitzar per neutralitzar els individus antitexans entre ells, identificant la xarxa mexicana i fent matar els seus membres. La revolta de Córdova va ser un exemple de l'habilitat de Houston de mantenir el control sense grans vessaments de sang o grans descontentaments. Quan Houston va deixar el càrrec, els texans estaven en pau amb els amerindis, tot i que aquests encara tenien molts captius nord-americans entre les seves tribus.
En el transcurs de la primera presidència de Houston, el Congrés de Texas va aprobar lleis que obrien tots els territoris amerindis a l'assentament de colons blancs, superant el veto imposat pel mateix Houston. La frontera dels assentaments es va desplaçar ràpidament cap al nord seguint el curs dels rius Brazos, Colorado i Guadalupe, entrant als espais de caça dels comanxes i fins a la frontera de la pròpia Comanchería. Haviat la relació entre els texans i els comanxes es va tornar violenta. Houston va intentar restaurar la pau amb els comanxes; alarmat davant del vigor dels nous assentaments texans, va considerar l'establiment d'una frontera fixa, contravenint les seves pròpies nocions tradicionals sobre les fronteres. Tot i així, Houston va rebre la prohibició, per llei, de rendir cap territori que fos reclamat per la República. No obstant, encara va poder pactar una pau amb els comanxes, el 1838.

### Presidència de Lamar (1838–1841)
Mirabeau Bonaparte Lamar, segon president de la República de Texas, era molt hostil amb els nadius americans. El gabinet de Lamar expressava que foragitaria les "mascotes" índies de Houston. 
El 1839, Lamar va anunciar la seva política: "Els homes blancs i els homes vermells no poden viure en armonia conjuntament", va dir, "la naturalesa ho prohibeix." La seva resposta al "problema indi" era: "iniciar una guerra rigorosa contra ells; perseguir-los fins als indrets on s'amaguen sense contenció ni compassió, fins que es vegin obligats a marxar de les nostres fronteres sense cap esperança de retornar, és preferible als flagells de la guerra."
El president Lamar va ser el primer funcionari de Texas en intentar el concepte d'"apartar" ("removal"), la depòrtació de les tribus ameríndies a localitzacions més enllà dels assentaments de blancs. Tal com es va plantekar, aquesta política es basava en l'establiment d'una frontera índia permanent, és a dir, una línia rere la qual les diverses tribus "desplaçades" podrien desenvolupar les seves vides lliures dels assentaments blancs o els atacs.
Lamar es va convèncer que els cherokee no havien de rebre el permís per quedar-se a Texas després de la seva participació en la revolta de Córdova dels anys 1838-39 (i després que alguns cherokee desafectes realitzessin la massacre de Killough, el 1838). La guerra cherokee i el subseqüent desplaçament dels cherokees de Texas va iniciar-se poc després que Lamar prenés possessió del seu càrrec.

#### Guerra cherokee (1838–1839)
Lamar va exigir que els cherokees, els quals havien rebut promeses de títols de propietat de les seves terres si es mantenien neutrals durant la Guerra d'Independència de Texas, abandonessin voluntàriament les seves terres i totes les seves propietats, i es desplacessin al Territori Indi dels Estats Units. Houston, que havia promès als cherokee, durant la revolta de Còrdova, que els serien lliurats els títols promesos, va protestar davant d'aquesta mesuta, però va ser ignorat.
El maig de 1839, l'administració de Lamar va tenir coneixement, gràcies a una carta en possessió de Manuel Flores, un agent del govern mexicà, que l'administració de Mèxic tenia la intenció d'allistar amerindis per combatre els colons texans. Amb el suport de l'opinió pública de la República, Lamar va decidir expular els indis cherokkes de la part oriental de Texas. Quan aquests van negar-se a marxar, va utilitzar la força per aconseguir la seva expulsió.
El 12 de juliol de 1839, la milícia va enciar una comissió de pau per negociar la deportació dels amerindis. Els cherokee van veure's obligats a firmar un tractat de desplaçament per garantir el pagament dels seus cultius i el cost del desplaçament. En el transcurs de les següents 48 hores, els cherokees van insistir que marxarien pacíficament, però van renunciar a signar el tractat perquè hi havia una clàusula que requeria que serien escoltats fora de Texas per una guàrdia armada. El 15 de juliol, seguint ordres de la milícia, els comissionaris van exposar als indis que els texans atacarien el seu poblat immediatament, i que aquells que volguessin marxar pacíficament haurien de marxar alçant una bandera blanca. Aquell dia i el següent, una força combinada de milicians, liderada pel general K.H. Douglass, Edward Burleson, Albert Sidney Johnston i David G. Burnet van atacar als cherokees, els Delaware i els shawnee capitanejats pel líder cherokee Bowles, en el que es conegué com la batalla dels Neches.
Els amerindis van intentar resistir al poblat, però en veure's incapaços, van intentar tornar a formar, però tampoc els va sortir bé. Al voltant de 100 amerindis van morir, inclòs el cap Bowles, per només tres membres de la milícia. Quan va morir, el cap Bowles portava l'espasa que havia rebut de Sam Houston. Després de la batalla, els cherokees van fugir a Arkansas, deixant la part oriental de Texas virtualment lliure de comunitats organitzades d'amerindis, i les seves terres van ser lliurades a colons d'origen europeu.

#### Lamar i les tribus de les planúries
L'èxit aconseguit per Lamar en foragitar als cherokees, una nació neutral, de Texas, el va moticar a intentar el mateix amb les tribus de les planúries. Lamar necessitava un exèrcit per desenvolupar les seves polítiques índies, i va començar a construir-ne un, amb les grans despeses que això suposava. Però quan es va independitzar, les estimacions més favorables situaven la població de la República en uns 30.000 angloamericans i hispànics residents. Els cherokee tenien menys de 2.000 persones a Texas, de manera que el seu desplaçament no va suposar un esforç molt gran per la República, especialment perquè la "guerra cherokee" va ser relativament breu i poc sagnant per Texas, tot i que certament no ho va ser pels cherokee.
Els comanxes i els kiowes, no obstant, durant la dècada de 1830 tenien una població estimada d'entre 20.000 o 30.000 persones. Estaven ben equipats amb armes de foc de gran qualitat i tenien una gran quantitat de cavalls. A més, cap aquell període els comanxes havien establert una gran xarxa d'aliats amerindis i una important xarxa comercial. La República tenia una milínia però no un exèrcit permanent; a més, la seva flota era molt minça i s'havia reduït durant la presidència de Houston. Lamar no tenia ni suficients homes ni diners per continuar amb les seves polítiques després de la guerra amb els cherokee, però tot i així va seguir endavant.
Els dos anys de presidència de Lamar van estar marcats per l'escalada de la violència entre els comanxes i els colonialistes. No hi havia prous ràngers per combatre els comanxes a Palo Duro Canyon, per exemple, on els haguessin pogut assaltar durant l'hivern. A finals de 1839, no obstant, alguns dels caps de pau comanxes de la partida de Penateka van començar a creure que no podrien foragitar completament als colons com la tribu havia fet amb els apatxes. Els atacs dels xeiene i els arapaho, a la frontera nord del territori comanxe, van provocar moltes baixes en les dues generacions següents a conseqüència de les epidèmies de grip que havien portat; per aquest motiu, els caps Penateka van considerar que la firma d'un tractat podria ser la seva millor opció. A més, en aquest punt també es van adonar de la importància que tenia en l'imaginari texà la quantitat de colons captius que els comanxes mantenien. Així, van suposar que podrien aconseguir moltes concessions per part dels texans. En conseqüència, els comanxes van oferir trobar-se amb representants de la República texana, en un intent de negociar una pau a canvi del reconeixement de la frontera entre la República i la Comanchería, així com el retorn dels hostatges.
El senyor de la guerra Penateka més destacat, Potsʉnakwahipʉ ("gepa de búfal") no va donar suport a aquesta decisió, i no confiava ni en Lamar ni en els seus representants. De fet, cap de les altres 11 partides comanxes es va involucrar en les converses de pau en cap sentit.
La decisió dels caps de pau d'una de les partides comanxes per negociar, així com l'oferta de tornar tots els hostatges, sembla que van convèncer a Lamar que la tribu dels comanxes estava preparada per rendir els hostatges. No obstant, la majoria de les negociacions passades relatives a aquest punt no havien estat mai aplicades pels comanxes, que obtenien concessions però no aplicaven la seva part del tracte, mantenint els captius o allargant indefinidament la seva posada en llibertat, El secretari de la guerra texà va emetre instruccions fent evident que Lamar esperava que els comanxes actuarien de bona fe al retornar els hostatges, i que cedirien en les seves amenaces de l'ús de la força.
Amb aquesta finalitat, el secretari de guerra de Lamar, Albert Sidney Johnston, va enviar la milícia a San Antonio amb instruccions explícites. Johnston va escriure al tinent coronel William S. Fisher, comandant del 1er regiment d'infanteria:
"Si els comanxes surten sense portar amb ells els presoners, tal com s'entén que han acordat fer, se'ls ha de detenir. Alguns d'ells seran enviats com a missatgers a la tribu per informar dels detinguts, que seran retinguts com a ostatges fins que els presos siguin retornats, i aleshores els hostatges seran alliberats."

#### Matança de Council House
Trentra-tres caps i guerrers Penateka, acompanyats per uns altres trenta-dos comanxes, la majoria dels quals eren membres de la mateixa família o retinguts, van arribar a San Antonio el 19 de març de 1840. Els únics comanxes que van anar a la reunió eren membres Penateka. No obstant, eren una de les partides més rellevants i considerats els principals líders de la nació ameríndia, i s'esperava que tinguessin la capacitat de lliurar els captius. Quan els representants comanxes van arribar a San Antonio, seguint instruccions de l'administració de Lamar, els comissionats del govern texà van exigir el retorn de tots els captius mantinguts pels Penateka. A més, les autoritats texanes van insistir que els comanxes havien d'abandonar el centre de Texas, acabar amb les seves interferències amb els assentaments texans, cessar tota conspiració amb els mexicans i evitar qualsevol contacte amb els assentaments blancs.
El destacat cap de pau Penateka i home del camp de la medicina Mukwooru ("El qui parla amb els esperits") era el màxim responsable de la delegació comanxe. Els caps de la tribu a la reunió havien portat amb ells un blanc captiu, així com diversos nens mexicans que havien estat capturats en diverses ràtzies. El captiu blanc era Matilda Lockhart, una noi de setze anys que portava presonera des de feia un any i mig. Mary Maverick, qui va ajudar a cuidar de la noia, va escriure gairebé seixanta anys més tard que Matilda Lockhart havia estat colpejada i violada, i que havia patit cremades al seu cos. Sembla que la seva cara havia quedat molt desfigurada, amb el nas cremat fins a haver desaparegut, detall que s'ha inclòs habitualment en les descripcions que la història texana ha fet d'aquest esdeveniment des de la dècada de 1890.
Els testimons d'abús, no obstant, no es remunten als primers documents redactats pels testimonis presencials dels fets just després del conflicte. Ni el coronel Hugh McLeod esmenta cap abús en el seu informe del 20 de març de 1840 (on parla de la intel·ligència de la noia, però res sobre que li falti el nas), ni cap altra autoritat texana de l'època; fins i tot la pròpia cunyada de Matilda Lockhart, que aleshores es trobava a San Antonio, en una carta que va escriure a la seva mare després de l'alliberament. Anderson escriu: "Tot i que publicat a la dècada de 1890, aquesta descripció [de Mary Maverick] ha estat utilitzada pels historiadors per assegurar que la massacre va ser producte d'una ràbia justificable per part dels homes de Texas. Encara que cap funcionari texà va justificar el fet amb aquest motiu en aquell moment; les evidències d'abusos no es troben en els documents primaris. Maverick podria haver exagerat les condicions de Lockhart a conseqüència de la crítica creixent de Texas en la premsa americana i europea. La font més significativa de la condició de Matilda és una breu declaració fera en una carta de la seva cunyada, Catherine Lockhart, la qual es trobava a San Antonio. Catherine descriu l'alliberament de Matilda però no parla de cap abús.".
Preguntada sobre els més de dotze blancs segrestats que s'esperava que fossin alliberats, Matilda va informar als texans que ella només coneixia una tal senyora Webster i els seus dos fills (els quals, encara que ella ho desconeixia, ja s'havien escapat), i que els caps comanxes havien decidit alliberar-la a ella. Els texans van pensar que això atemptava contra les condicions per establir negociacions que creien afirmaven que tots els blancs havien de ser alliberats abans del consell. Els comanxes, evidentment, tenien un altre punt de vista, ja que els caps i les partides que no assistien al consell no tenien cap obligació d'alliberar ningú, ja que no havien arribat a cap acord de cap tipus.
Les converses es van celebrar a la casa del consell (council house), un edifici de pedra situada al costat de la presó, a la cantonada de la plaça del mercat amb el carrer Calabosa (mercat). En el transcurs de la reunió, els guerrers comanxes van seure al terra, com era costum entre ells, mentre que els texans van seure en cadires col·locades en una plataforma situada davant seu. Lockhart els havia informat que havia vist quinze presoners més al campament principal dels comanxes uns dies abans. Mantenia que els amerindis volien comprovar fins a quin preu estaven disposats a arribar els texans per quedar-se amb ella, i planejaven portar la resta de captius d'un en un.
Així, els texans van exigir conèixer l'emplaçament on es trobaven aquests captius. El portaveu dels Penateka, el cap Muguara, va contestar que els altres presoners es trobaven repartits entre diverses partides comanxes. Va exposar als colons que creia que la resta dels captius podrien ser retornats, però que això requeriria l'aportació de grans quantitats de subministraments, inclosa munició i mantes. Finalment, va acabar el seu discurs amb el comentari "què et sembla aquesta resposta?" ("how do you like that answer?"). Tot seguit, la milícia texana va entrar a l'edifici i es va posicionar en intervals a les parets. Quan els comanxes no van voler, o no van poder, prometre el retorn de tots els captius immediatament, els oficials texans van dir als caps amerindis que serien mantinguts com hostatges fins que els captius blancs fossin alliberats.
L'intèrpret va avisar els funcionaris texans que si enviaven aquest missatge, els comanxes intentarien escapar combatent. Van avisar-lo que retransmetés l'avís i que, tal com acabés la traducció, abandonés l'habitació. Quan van saber que els mantindrien com a ostatges, els comanxes van intentar marxar d'allí combatent, utilitzant fletxes i ganivets. Els soldats texans van obrir foc a una distància molt curta, matant tant amerindis com blancs. Les dones i els nens comanxes que es trobaven a l'exterior també van començar a disparar fletxes quan van sentir el soroll que provenia de l'interior. Com a mínim va morir un espectador texà. Quan un petit nombre de guerrers va aconseguir sortir de la casa del consell, tots els comanxes van començar a fugir. Els soldats que els seguien van tornar a disparar, matant i ferint tant comanxes com texans.
Alguns ciutadans armats es van afegir a l'escaramussa, però assegurant que no podien diferenciar sempre entre guerrers i dones i nens, ja que tots els comanxes estaven lluitant, van disparar contra tots els que veien. Segons Anderson, aquesta "confusió" entre homes i dones amerindis va ser molt convenient pels texans, que van utilitzar-ho com a excusa per matar tant dones com nens. Segons l'informe del coronel Hugh McLeod, escrit el 20 de març de 1840, dels 65 membres de la partida comanxe, 35 van morir (30 homes adults, 3 dones i 2 nens), 29 van ser fets presoners (27 dones i nens i dos homes vells), i un va fugir sense ser detectat (descrit com un mexicà renegat). Set texans també van perdre la vida, inclòs un jutge, un xèrif i un tinent de l'exèrcit, a més de resultar ferides 10 persones.

#### Les conseqüències de Council House: la Gran Incursió i Creek
Com a venjaná per l'assassinat de 33 caps comanxes durant la matança de Council House, tots els captius que encara es trobaven en poder dels comanxes van ser lentament executats mitjançant la tortura; només es van respectar tres hostatges, que havien estat prèviament adoptats per la tribu. Potsʉnakwahipʉ ("Gepa de Búfal") encara no en va quedar satisfet i volia més venjança, així que va cridar als seus guerrers i va enviar missatgers a totes les partides comanxes, totes les divisions de les partides, així com als kiowes i els apatxes kiowa. Probablement tots els caps comanxes importants i de renom es van afegir a la incursió: Penateka Isaviah ("Llop Groc") - que era cosí i amic de Potsʉnakwahipʉ; el Kotsoteka Wulea-boo ("Cap Afeitat"); Tawaquenah ("Àliga Gran" o "Àliga Solar"); el Nokoni Huupi-pahati ("Abre Alt") i el seu segon al comandament, Quenaevah ("Beguda d'Àliga" o "Àguila Bebedora"); el Quahadi Puhihwikwasu'u ("Jaqueta de Ferro"); el Yamparika Pawʉʉrasʉmʉnunʉ ("Deu Ossos"); i molts més senyors de la guerra més joves com el penateka Tosahwi ("Ganivet Blanc", "Ganivet d'Argent" o "Fermall de Plata") o el Nokoni Tʉhʉyakwahipʉ, conegut com a Kiyou ("Esquena de Cavall"). Aconseguint ajuntar uns 500 guerrers i 400 dones i nens, per qüestions de comfort i per treballar, Gepa de Búfal va dirigir la seva partida gegant i la va conduir des d'Edwards Plateau fins al mar. Cremant i saquejant Linnville, aleshores el segon port més gran de Texas, els comanxes van apropiar-se de milers de cavalls i mules, així com una fortuna en béns provinents dels magatzems de Linnville. La població de Linnville, prudentment, va fugir cap a les aigües del golf, on van veure dessolats com els comanxes saquejaven i cremaven la ciutat.
A Plum Creek, prop de Lockhart, els Ràngers de Texas i la milícia va topar amb els comanxes. Diversos centenars de milicians, comandats per Mathew Caldwell i Ed Burleson, així com totes les companyies de Ràngers i els seus aliats tonkawes van enfrontar-se a la partida de guerra en una gran batalla amb armes de foc, mentre els comanxes intentaven protegir tot allò que havien aconseguit durant els saquejos. Els milicians, en canvi, només volien destruir als amerindis. Irònicament, sempre segons els historiadors de la milícia, el mateix fet que havia convertit als comanxes en els guerrers preeminents de les planúries, la cobdícia, ara els convertia en vulnerables. Els Ràngers i els milicians van aconseguir inflitrar-se entre els comanxes que custodiaven els béns dels saquejos i, en un combat creuat, van recuperar dotzenes de captius i diverses mules amb centenars de lingots per valor de milers de dòlars.
La resta de la presidència de Lamar va consistir en una ronda esgotadora de ràtzies i intents de rescat, aconseguint recuperar dotzenes més de captius. Gepa de Búfal va seguir amb la seva guerra contra els texans, mentre Lamar esperava poder entaular una altra batalla campal per utilitzat als seus Ràngers i als milicians per eliminar les tribus de les planes. Els comanxes, no obstant, van aprendre de Plum Creek, i no tenien cap intenció de tornar a formar un gran exèrcit i permetre als milicians disparar massivament contra ells amb canons i rifles. Lamar va gastar l'aleshores increïble quantitat de 2,5 milions de dòlars contra els comanxes només el 1840, més del total d'ingressos de la República durant el seu mandat de dos anys.

### Segona presidència de Houston (1841–1844)
Quan Sam Houston va abandonar la presidència de Texas per primera vegada, la població semblava donar suport a les polítiques clarament contràries a la població ameríndia. Després de la Gran Incursió i de la realització de centenars de ràtzies més petites, quan la República va entrar en bancarrota i tots els captius van ser alliberats o assassinats pels nadius americans, els texans van mostrar-se contraris a continuar la guerra i més propensos a iniciatives més diplomàtiques, com van demostrar a l'elegir Houston per un segon mandat a la presidència.
La política ameríndia de Houston consistia en desmantellar la major part de les tropes regulars de l'exèrcit, però crear quatre noves companyies de Ràngers per patrullar la frontera. Houston va ordenar als Ràngers que protegissin les terres dels amerindis de la invasió per part de colons i del comerç il·legal. Houston volia acabar amb el cicle de ràbia i revenja que havia entrat en espiral i sortit de control durant el període de Lamar. Amb les polítiques de Houston, els Ràngers de Texas estaven autoritzats a castigar severament qualsevol infracció comesa pels indis, però mai a iniciar un conflicte. Quan es cometia una barbaritat per part de qualsevol dels dos bàndols, les tropes tenien ordres de trobar i castigar els causants d'aquests actes, en lloc d'atacar amerindis innocents pel sol fet de ser-ho.
Houston va començar a negociar amb els diversos grups amerindis. Els primers a respondre van ser els caddos, l'agost de 1842, amb els quals va arribar a signar un tractat. Aleshores Houston va allargar aquest tractat cap a la resta de nacions ameríndies, amb l'excepció dels comanxes, que encara volien un estat de guerra permanent. El març de 1843, Houston va arribar a un acord amb els Delaware, els Wichita i d'altres tribus. En aquest punt Gep de Búfal, que confiava en Houston, va decidir iniciar converses.
L'agost de 1843 es va acordar un tractat temporal que havia de conduir a un alto al foc entre els comanxes i els seus aliats amb els texans. L'octubre d'aquell any, els comanxes van acceotar trobar-se amb Houston per negociar un tractat similar a l'aconseguit a Fort Bird amb altres tribus de la regió; que Potsʉnakwahipʉ "Gepa de Búfal", després de la massacre de Council House, volgués parlar amb els texans, demostra l'extraordinària confiança que tenien els comanxes en el president Houston. A principis de 1844, Gepa de Búfal i d'altres líders comanxes, inclosos Santa Anna i Mupitsukupʉ "Mussol Vell", van signar un tractat a Tehuacana Creek, en el qual s'acordava la rendició de tots els captius blancs, així com la parada de totes les ràtzies en assentaments de blancs. A canvi, els texans aturarien totes les accions militars contra la tribu, establirien més enclavaments comercials, i reconeixerien la frontera entre Texas i la Comanchería. Els aliats dels comanxes, inclosos els wako, els tawakoni, els kiowa i els apatxe kiowa, també van acordar afegir-se al tractat- 
Al final del seu segon mandar com a president, Houston havia gastat menys de 250.000 dòlars, però havia portat la pau a la frontera, així com un tractat amb els comanxes i els seus aliats; a més, la República ja estava esperant la ratificació dels Estats Units d'Amèrica per passar a formar-ne part.

### Presidència d'Anson Jones (1845)
La resta del període de la República texana va transcorre sota la presidència d'Anson Jones, que va seguir les polítiques de Houston, amb l'excepció de la clàusula sobre la frontera entre la Comanchería i Texas. Com molts polítics texans, Jones no era partidari d'aquest fet, així que va donar suport, durant la seva legislatura, a retirar aquesta previsió del tractat.

## Final de la República i entrada als Estats Units (1845–1861)
Després que el Senat de Texas eliminés la provisió sobre la frontera de la versió final del tractat, Gepa de Búfal el va repudiar i va recomençar les hostilitats. Aquest va ser un dels darrers actes del Senat, ja que Texas va acceptar ser annexat pels Estats Units d'Amèrica.
El 28 de febrer de 1845, el Congrés dels Estats Units va aprobar una llei que autoritzava als Estats Units l'annexió de la República de Texas. Així, l'estat es convertia en un estat de la federació el mateix dia que l'annexió entrava en efecte, el 29 de desembre del mateix any. Una de les principals motivacions per donar suport a l'annexió, des del punt de vista de la República texana, era que l'estat havia acumulat molts deutes amb els Estats Units, i aquests els van perdonar si acceptaven l'annexió. El 1852, en retorn per l'assumpció d'aquest deute, una gran part del territori que els Texans reclamaven, actualment part de Colorado, Kansas, Oklahoma, Nou Mèxic i Wyoming, van ser cedits al govern federal.
L'entrada de la República als Estats Units va marcar el principi del final dels amerindis de les planúries. Els Estats Units tenien els recursos i els homes suficients per aplicar una política de "trasllat" (“removal”), i així ho van fer. Finalment, el maig de 1846 Gepa de Búfal es va convèncer que no podia seguir desafiant el poder dels Estats Units, així com el de l'estat de Texas, de manera que va liderar una delegació comanxe a les converses per signar un tractat amb els Estats Units a Council Springs.
Com a senyor de la guerra dels comanxes penatucka, Gepa de Búfal va conviure pacíficament amb les autoritats americanes durant els darrers anys de la dècada de 1840 i durant la dècada de 1850. Va negociar un tractat de pau no governamental amb John O. Meusebach el 1847. El 1849 va guiar l'expedició de John S. Ford durant el trajecte entre San Antonio i El Paso, i el 1856 finalment va liderar al seu poble cap a la recentment creada reserva comanxe del riu Brazos. Les ràtzies continuades de lladres de cavalls blancs i ocupants, van augmentar el descontentament de la banda ameríndia per la seva falta de llibertat i la mala qualitat del menjar que es proveïa a la reserva, forçant a Gepa de Búfal a moure la seva partida fora d'allí el 1858.

### Assassinat de Robert Neighbors
En el transcurs d'aquest període, quan els colons van començar a atacar els amerindis establerts a les reserves de Texas, l'agent federal indi responsable de la vigilància, Robert Neighbors, va començar a ser odiat pels texans blancs. Neighbors defensava que els soldats de l'Exèrcit dels Estats Units situats a Fort Belknap i Camp Cooper, prop de les reserves, havien fracassat en el seu intent de donar un suport adequat als seus agents sobre el terreny i a si mateix, així com una protecció adequada als amerindis. Tot i les contínues amenaces de mort, proferides per diverses persones, Neighbors va seguir realitzant amb determinació el seu deure, consistent en mantenir la llei que protegia als amerindis.
Amb l'ajuda de tropes federals, a les quals finalment va fer avergonyir i va forçar políticament a ajudar-lo, va aconseguir fer fora a les persones blanques de les reserves. Convençut, no obstant, que els amerindis no estarien mai segurs a Texas, va determinar que el millor era traslladar-los a la seguretat dels territoris indis. L'agost de 1859, va aconseguir moure als amerindis sense perdre cap vida, traslladant-los a una nova reserva situada al territori indi. Forçat a tornar a Texas per negocis, va aturar-se a un poble proper al Fort Belknap. El 14 de setembre de 1859, mentre estava parlant amb un coló, un home anomenat Edward Cornett el va disparar a l'esquena mentre parlava amb el primer home, provocant-li la mort. Els historiadors creuen que aquest assassinat va ser resultat directe de les seves accions per a protegir els comanxes. És probable que Neighbors ni tan sols conegués al seu assassí. Va ser enterrat al cementiri civil de Fort Belknap.

### La campanya d'Antelope Hills i Little Robe Creek (1858)
Els anys 1856–1858 van ser particularment violents i sagnants a la frontera texana, ja que els colons van seguir estenent els ses assentaments en territori comanxe, la Comanchería. L'any 1858 es va produir la primera incursió texana al cor de la nació comanxe, en el que es va conèixer com la campanya d'Antelope Hills, coneguda sobretot per la batalla de Little Robe Creek. Aquesta batalla va marcar el principi del fi dels comanxes com un poble organitzat, ja que van ser atacats al cor dels seus dominis. La majoria dels territoris de caça es van perdre, i bona part dels ramats de cavalls de la nació comanxe també. Els comanxes van adonar-se que casa seva, la Comanchería, cada vegada estava més envoltada de colons, i atacs com el perpetrat contra el propi camp de Potsʉnakwahipʉ "Gepa de Búfal" van ensenyar-los que, fora de la reserva, no podien esperar cap mena de protecció; així, van decidir tornar a realitzar ràtzies sagnants molt ferotges a Texas.
Cap al 1858, només quedaven cinc de les dotze bandes comanxe, i una, la penateka, havia decrescut fins a arribar a només uns pocs centenars de membres a la reserva. Adonant-se que el seu estil de vida estava desapareixent, la resta dels comanxes encara lliures van retornar el cop amb una violència increïble.
L'exèrcit dels Estats Units es va mostrat totalment incapaç d'aturar la violència. Les unitats federals estaven essent transferides fora de la regió per raons que semblen derivar més de motius polítics que no pas de consideracions militars. Al mateix temps, les lleis federals i nombrosos tractats prohibien la incursió, per part de forces estatals, a la regió protegida federalment dels Territoris indis. L'exèrcit dels Estats Units, a més, tenia instruccions de no atacar als amerindis als Territoris indis, ni permetre que es realitzés cap atac. El raonament, darrere d'aquestes ordres, era que moltes de les tribus indígenes, com ara els cherokees, estaven començant a conrear la terra, i a viure com pacífics sedentaris. D'altres tribus, no obstant, com ara els comanxes o els kiowes, van seguir utilitzant part dels Territoris índis que constituïen la Comanchería per atacar assentaments de blancs a Texas.